# Osu (Ghana)

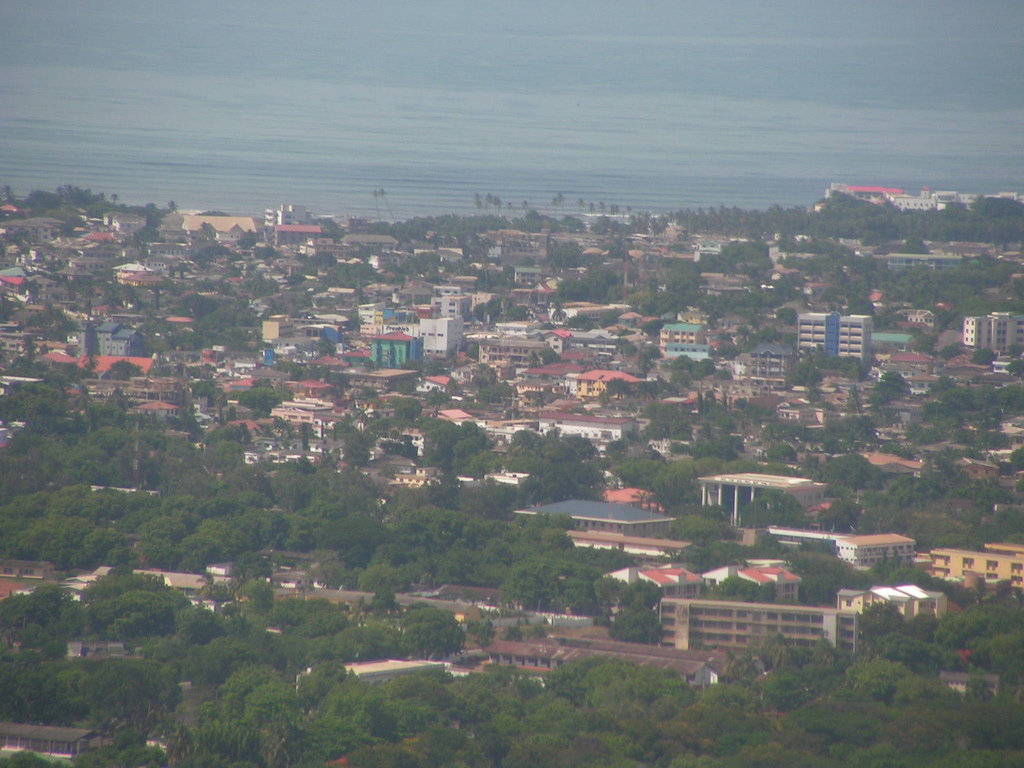
Blick auf den Stadtteil Osu

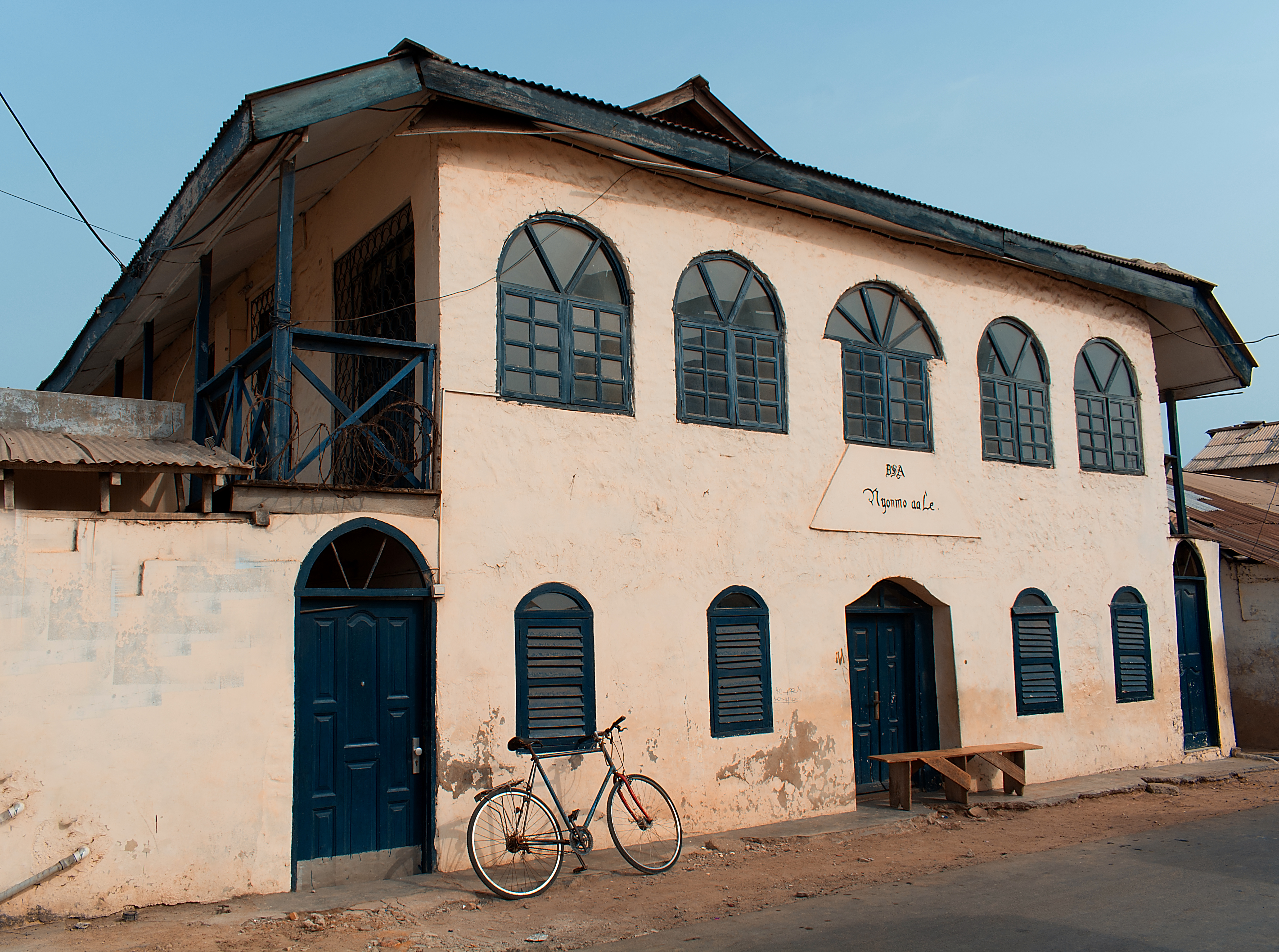
Dagadu Familienhaus in Osu

Osu oder auch Christiansborg ist ein Vorort von Accra, der Hauptstadt von Ghana, im Korle Klottey Municipal District mit etwa 44.000 Einwohnern.
Die zwei parallel verwendeten Namen hängen mit der Landesgeschichte zusammen. „Osu“ ist abgeleitet von dem akanischen Wort für Fluss, da der ortsansässige Volksstamm Zugang zum Volta hatte. Christiansborg nannten die Dänen ihr seit 1659 errichtetes Fort, das hier gelegen ist und später viele Jahrzehnte lang Regierungssitz war.
Bis 2018 war Osu Teil der Metropolgemeinde Accra, wurde dann aber ausgemeindet. Accra hat sich aus den drei Küstenstädten Osu (Dänisch Accra oder Christiansborg), James Town (früher Britisch Accra) und Kinka (Holländisch Accra) gebildet, deshalb unterscheiden die Ghanaer zwischen Osu und Accra. Osu erstreckt sich an der Küste zwischen jenen Teilen von Accra, die früher Ussher Town oder Dutch Accra hießen, und La, das frühern auch Labadi genannt wurde. In den neuen Stadtteilen von Osu, an der Oxford Street, konzentrieren sich sowohl Supermärkte als auch Restaurants und Nachtclubs.
Die Distriktregierung des Accra Metropolitan District hat die Stadt in vier Einkommenszonen unterteilt, um den Grad der Armut und des Reichtums in den verschiedenen Stadtteilen zu ermitteln. Osu ist dabei in die zweithöchste von vier Einkommensklassen eingeordnet worden.

## Geschichte
Im Ortsbereich von Osu unterhielten zunächst die Schweden (seit 1652), ab 1657 die Dänen eine befestigte Niederlassung. 1850 veräußerte der dänische Staat seine Besitzungen an der Goldküste an die Briten. Um einem Aufstand nach der Übernahme der ehemals dänischen Territorien zu begegnen, zerstörten britische Truppen Osu 1854.
1828 hatte die Basler Mission in Christiansborg eine Missionsstation eingerichtet, die auch bestehen blieb, als der Hauptsitz in das etwa 60 Kilometer entfernte Akropong verlegt wurde. 1847 gründeten die Missionare ein theologisches Seminar, das als Folge des britischen Bombardements 1856 mit dem Seminar von Akropong vereinigt wurde. 1857 eröffnete die Basler Mission im Dorf Osu ihre erste Berufsausbildungsstätte, in der angehende Bauhandwerker, Schreiner und Werkzeugmacher ihre Grundausbildung erhielten. 1860 wurde ihr eine Böttcher- und Stellmacherwerkstätte angegliedert.
Osu gehört zum traditionellen Gebiet der Da. Der Ort hat seinen eigenen traditionellen Anführer, den Osu Mantse. Diese Position ist seit 1998 vom Staat als Paramounty anerkannt. Osu hat seither einen Sitz im Greater Accra Regional House of Chiefs. Die zwei Fürstenhäuser Amantra und Kinkawe erheben beide einen Anspruch auf die Position des Osu Mantse. Die Legimität des aktuellen Osu Mantse ist umstritten und wird gerichtlich bekämpft.
Eine Delegation aus Osu reiste 1897 durch Europa und war u. a. 1897 in Wien Teil einer „Völkerschau“ im Tiergarten am Schüttel im Prater. Die Mitglieder der Delegation erhielten hierfür ein monatliches Gehalt. Prinz William Nii Nortev Dowuona wurde bei dieser Gelegenheit unter anderem von Gustav Klimt und Franz Matsch porträtiert.